# Blues rock
Blues rock razvio se iz britanskog bluesa tijekom 1960-ih godina. Bazično se sastoji od troakordne blues skladbe i instrumentalne rock improvizacije. Svojim dugim instrumentalnim improvizacijama temelji se na blues dvanaestici i čvrstim riffovima.
Začetnici blues rocka bili su sastavi Cream, The Paul Butterfield Blues Band i Canned Heat. Orijentirali su se na riffove i bili su glasniji od ostalih sastava pod utjecajem bluesa, a stil im je sadržavao dugačke solo dionice kao stalna pojava kod nadolazećih rock glazbenika. Prva tri albuma sastava Cream (Fresh Cream, Disraeli Gears i Wheels of Fire), prihvaćeni su kao klasični predstavnici blues rocka. Među vodećim sastavima ovog stila tu su također još i Led Zeppelin, The Rolling Stones, Free, The Allman Brothers Band, dok su među izvođačima najistaknutiji Jimi Hendrix (zajedno sa svojim sastavom The Jimi Hendrix Experience), Carlos Santana i Rory Gallagher.
Krajem 1960-ih u Velikoj Britanij blues rock se počeo razvijati u heavy metal, dok je u Sjedinjenim Državama spajanjem električnog bluesa s elementima countrya i folka, lagano prelazio na južnjački blues rock. Albumi poput The Allman Brothers Band , Idlewild South i Live at the Fillmore East otvorili su put mnogim sastavima južnjačkog stila uključujući i Lynyrd Skynyrd te Black Oak Arkansas. Trio ZZ Top također je proizašao iz blues rocka koristeći se boogie stilom i time stekao veliku popularnost tijekom 1970-ih i 1980-ih. Istovremeno u Velikoj Britaniji satstav Free postiže veliku popularnost blues rock skladbama "All Right Now" i "Wishing Well". Nakon toga na obje strane Atlantika pojavljuju se mnogi drugi izvođači blues rocka poput blues gitarista Bernarda Allisona, Dave Hole, Ronnia Earla i Waltera Trouta te pjevačice Bonnie Lynn Raitt.

## Vanjske poveznice
- Popis 25 najboljih blues rock sastava  Arhivirana inačica izvorne stranice od 30. siječnja 2011. (Wayback Machine)